# 欧阳振声

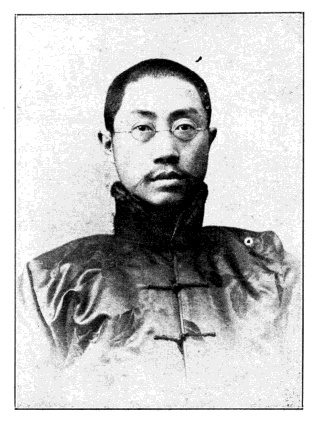
《民国之精华》中的歐陽振聲照片

欧阳振声（1881年—1931年），男，字笃初，号俊民，湖南省宁远县人，中国民主革命家、政治人物。

## 生平
欧阳振声早年曾在武昌文普通学堂学习，与吕大森等组织武昌科学补习所，是为中国内地最早的革命团体之一。后欧阳振声留学日本早稻田大学，并加入了同盟会，参加反清革命。1906年至1907年间，欧阳振声参加了吴玉章主持的各省同盟会负责人联席会议。辛亥革命爆发后，欧阳振声作为湖南代表参加各省都督府代表聯合會。南京临时参议院成立后，欧阳振声任参议员。南北统一后，欧阳振声担任1912年4月11日成立的统一共和党常务干事，并任国会议员。1914年為欧事研究会成員。